# Bürger für Mecklenburg-Vorpommern
Bürger für Mecklenburg-Vorpommern (BMV) war eine kurzlebige politische Partei in Mecklenburg-Vorpommern, der vier Landtagsabgeordnete angehörten. Sie war eine Abspaltung der AfD Mecklenburg-Vorpommern. Die Partei ging in den Freien Wählern auf; im September 2019 traten die vier Abgeordneten jedoch aus den Freien Wählern aus.

## Geschichte
Die BMV entstand aus der gleichnamigen Fraktion im Landtag Mecklenburg-Vorpommern, die am 25. September 2017 von vier ursprünglich für die Alternative für Deutschland gewählten Abgeordneten gegründet worden war. In den folgenden Wochen traten alle vier Abgeordnete auch aus der Partei aus. Am 20. Januar 2018 wurde in Hanshagen die Partei Bürger für Mecklenburg-Vorpommern gegründet.
Im November 2018 gaben die BMV-Abgeordneten bekannt, dass die BMV in den Freien Wählern aufgehen werde. Ralf Borschke, eines der vier Fraktionsmitglieder, würde den Schritt jedoch nicht mitgehen. Die Fraktion nannte sich ab November 2018 „Freie Wähler/BMV“. Die Partei wurde am 9. Dezember 2018 aufgelöst. Zu diesem Zeitpunkt hatte die BMV etwa 32 Parteimitglieder, Freie Wähler und BMV zusammen gut 80 Mitglieder.
Ende September 2019 traten die Abgeordneten nach Streitigkeiten mit dem Freie Wähler-Landesvorsitzenden wieder aus der Partei aus, die Fraktion wurde aufgelöst. Manthei und Wildt schlossen sich der CDU-Fraktion an, Borschke kehrte zur AfD zurück, und Weißig verblieb fraktionslos.

## Politische Orientierung
Die Partei gab an, sich an der CSU orientieren zu wollen, und sah sich als „konservative Regionalpartei“. In Abgrenzung zur AfD wollte sie „extremistische Einflüsse“ nicht dulden.

## Abgeordnete im Landtag
Im Landtag Mecklenburg-Vorpommern war die Partei mit vier Abgeordneten vertreten. Alle vier wurden 2016 über die Liste der AfD gewählt, beziehungsweise gewannen als ihr Kandidat ein Direktmandat:
- Ralf Borschke (ab Oktober 2019 wieder AfD)[10]
- Matthias Manthei (ab Oktober 2019 CDU)[11]
- Christel Weißig (ab Oktober 2019 fraktionslos)[12]
- Bernhard Wildt (ab Oktober 2019 CDU)[13]